# ストラ (イタリア)
ストラ（伊: Stra）は、イタリア共和国ヴェネト州ヴェネツィア県にある、人口約7,600人の基礎自治体（コムーネ）。

## 地理

### 位置・広がり

#### 隣接コムーネ
隣接するコムーネは以下の通り。括弧内のPDはパドヴァ県所属を示す。
- ドーロ
- フィエッソ・ダルティコ
- フォッソ
- ノヴェンタ・パドヴァーナ (PD)
- ヴィゴノーヴォ
- ヴィゴンツァ (PD)

### 気候分類・地震分類
気候分類では、zona E, 2423 GGに分類される。
また、イタリアの地震リスク階級 (it) では、zona 3 (sismicità bassa) に分類される。

## 文化・観光
ヴィッラ・ピサーニ (Villa Pisani) は、ヴェネツィアの貴族であるピサーニ家 (Pisani family) のために、18世紀に建設された邸宅である。